# Mật khẩu (Apple)
Mật khẩu (tiếng Anh: Passwords) là trình quản lý mật khẩu sắp ra mắt do công ty Apple phát triển.

## Chi tiết
Ứng dụng được Craig Federighi thông báo vào ngày 10 tháng 6 năm 2024, tại WWDC 2024 và sẽ được ra mắt cùng với iOS 18 và macOS Sequoia vào mùa thu năm 2024.